# Aage Poulsen
Aage Børge ”Pjevs” Poulsen (16 juli 1919 i København - 31. august 1998 i Helsingør) var en dansk atlet og tømrer medlem af Helsingør IF.
I 1936, 17 år gammel, meldte Aage Poulsen sig ind i Helsingør IF og allerede året efter begyndte hans store potentiale at blive synligt. I starten var det mellemdistancerne og terrænløb han satsede på.  
I 1943 blev han udtaget til at løbe 1500 meter på det danske landshold, der skulle møde Sverige i atletiklandskamp på Stockholm Stadion og blev nummer to. Løbet blev hans bedste 1500 meter nogensinde og med tiden 3.51,0 satte han en dansk rekord, der stod i fem år, og tid der også placerede ham blandt verdenseliten. Han blev af med rekorden til klubkammeraten Erik Jørgensen kun en måned før afrejsen til OL i London 1948. 
Ved OL var han den første danske sportsmand i aktion. Han deltog på 5000 meter og der var store forhåbninger til, at han skulle kvalificere sig til finalen, idet han en måneds tid før legene havde sat ny dansk rekord med tiden 14.32,6. I sit indledende løb lå han pænt placeret, indtil der manglede tre omgange. Da vaklede han pludselig ind på græsset ved siden af banen og faldt om med et hedeslag. Dermed var hans OL-deltagelse slut.
Han havde ved EM 1946 i Oslo opnået en 10. plads på denne distance på tiden 14,53,6, men måtte igen afbryde i et internationalt mesterskab, da han igen deltog på 5000 meter ved EM 1950 i Bruxelles. 
Aage Poulsen vandt på de danske meterskaber tre individuelle titler, dertil flere i holdløb sammen med Thorbjørn Bender, Jesper Jønsson og Erik Jørgensen.
Aage Poulsen var bror til Georg Poulsen, formand for fagforeningen Dansk Metalarbejderforbund. 

## Internationale mesterskaber
- 1950 EM 5000 meter Ingen tid
- 1948 OL 5000 meter Ingen tid
- 1946 EM 5000 meter 10. plads 14,53,6

## Danske mesterskaber
- Sølv 1951   5000 meter  14,48,6
- Guld 1949   5000 meter  15,03,2
- Sølv 1949   10,000 meter  32,05,6
- Sølv 1948   5000 meter  14,46,8
- Guld 1947   8km cross  20,12
- Sølv 1947   5000 meter  14,52,4
- Sølv 1946   5000 meter  14,56,8
- Guld 1945   1500 meter  3,55,4
- Sølv 1943   1500 meter  3,57,2
- Bronze 1941   1500 meter  4,05,6

## Personlige rekord
- 5000 meter: 14,32,6 (1948).

## Danske rekorder
- 1500 meter: 3,51,0 Stockholms Stadion 1943
- 1500 meter: 3,53,6
- 2000 meter: 5,26,8